# Bandera de Aquiraz
La Bandera de Aquiraz es uno de los símbolos oficiales del municipio de Aquiraz, estado de Ceará, Brasil.

## Historia
Fue adoptada en 1989, siendo mencionada en el artículo n.° 1-C de las «Declaraciones de Principios Fundamentales» de la Ley Orgánica Municipal, que dice: «Son símbolos oficiales del Municipio: la bandera, el himno y el escudo, además de otros símbolos representativos de su cultura e historia que están establecidas en la ley.»
Su versión actual está definida por la Ley Municipal núm. 1017/2013, de 1 de marzo de 2013, que «Establece el escudo y modifica la bandera oficial del municipio de Aquiraz en la forma que se indica y dispone otras medidas».